# 安條克公國

预览 1135.

安條克公國（存在于1098年~1268年），亦作安提阿公國，是第一次十字軍東征時期欧洲封建主在亚洲所建立的一个十字軍國家。其領土包括今日之土耳其及敘利亞的各一部分，都城在西亚著名古城安条克。

## 建立
1097年，主要由意大利和法国骑士组成的第一次十字军侵入亚洲。由布洛涅的鮑德溫和坦克雷德领导的部分骑士向小亞細亞東部移动，在那里建立伊德薩伯國；而十字軍主力则繼續向南，並围困穆斯林的重镇安條克（所谓安条克之围）。圍城从1097年10月開始，由塔兰托伯爵博希蒙德领导。安條克城擁有超過四百座塔楼，防卫森严，难以攻破。圍城一直持續到冬天；缺乏给养的十字軍為求生存，開始吃他們的戰馬，甚至有傳說指出，他們會吃掉自己的同伴。
1098年6月3日，博希蒙德說服了一個名叫費鲁兹的塔楼卫兵（此人曾是基督教徒）背叛他的穆斯林主人，放十字軍進城。緊接而來的是一場對城中穆斯林居民的大屠殺。四天後，摩苏尔埃米尔卡布卡率穆斯林大軍杀到，攻占安條克的十字軍反被圍困在城內。拜占庭帝国皇帝阿歷克塞一世希望能够借助欧洲骑士从塞尔柱人手中夺回小亚细亚，因此向十字军派来援军；但他在听说此事后，立即撤回了军队。
然而，在一位名叫彼得·巴塞洛缪的修士的帮助下，十字軍終靠一個傳說而獲勝。彼得·巴塞洛缪說他得到了使徒聖安德烈的啟示，得知那把曾經刺傷被钉在十字架上的主耶穌、並沾有聖血的聖槍現在正埋藏在安條克城中一座教堂的底下。十字军开始挖掘城中的圣彼得教堂，而彼得·巴塞洛缪本人發現了聖槍。儘管此事很明顯是彼得·巴塞洛缪設計的，但是却大幅提升了十字軍将士的士氣。新發現聖物的博希蒙德率軍與卡布卡決戰，十字軍由受到聖物的激励而格外勇猛，最終出人意料地贏得了这场戰鬥。
在经过一場斗争之后，塔兰托的博希蒙德和他所率领的諾曼人最终获得了安条克的统治权，而博希蒙德更自封為安条克亲王。为了保持安条克的独立，博希蒙德拒绝接受拜占庭帝國所給予的任何称号。同时，一種不明傳染病開始在十字軍中漫延。

## 早期歷史

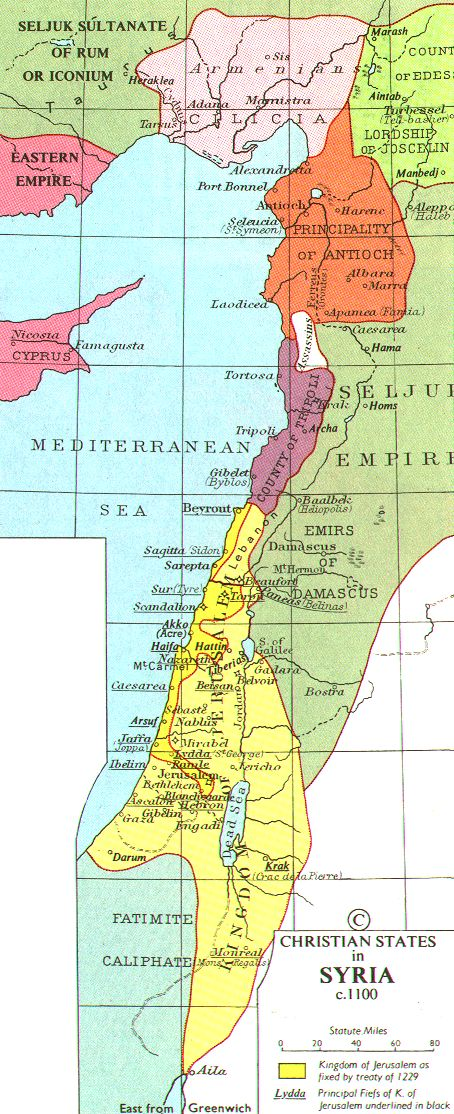
橙紅色部分是安條克公國

1100年，博希蒙德在与统治小亚细亚东北部的突厥人政权達尼什曼德王朝作战时被俘，其侄坦克雷德成為安条克公國的攝政。坦克雷德大大扩张了安条克公國的领土，先後攻陷拜占庭帝國的城市塔爾蘇斯和拉塔基亚。博希蒙德於1103年獲釋，1104年返回意大利，坦克雷德遂再任攝政。博希蒙德从意大利获得了新的军队，并利用這些軍隊於1107年進攻拜占庭的巴尔干省份；但是他于1108年在都拉斯败北，阿歷克塞一世皇帝趁机強迫他簽訂了迪沃尔条约。根据此條約，博希蒙德象征性地承认是拜占庭帝國的臣属，并把一部分从塞尔柱人手中夺取的原拜占庭领土交还给帝国。博希蒙德在1111年死於義大利，未能回到东方。
阿歷克塞一世希望能完全收回被十字军占据的亚洲领土。然而坦克雷德得到的黎波里伯國和耶路撒冷王國的支持，坚决抵制皇帝的要求。实际上，坦克雷德是唯一一個在逗留君士坦丁堡时没有向皇帝承諾歸還所取得土地的十字軍領袖。坦克雷德死於1112年，博希蒙德之子博希蒙德二世繼承親王之位，由坦克雷德的侄子萨莱诺的鲁杰罗攝政。在鲁杰罗領導下，安条克公国在1113年擋住了塞爾柱人的一次攻擊。
萨莱诺的鲁杰罗死于1119年6月27日的塞爾邁達之役（意为“血腥戰場”）。耶路撒冷国王鮑德溫二世成为安條克公国的攝政，直到1126年（雖然鮑德溫大部份時間都在阿勒颇當俘虜）。博希蒙德二世（他娶了鮑德溫的女儿愛麗斯）仅仅亲政了4年；在他去世后，继承王位者是他年幼的女兒安条克的科斯坦扎。鮑德溫二世重新攝政，直到他於1131年去世。此后摄政的权力属于他的继承者、耶路撒冷国王富爾克。科斯坦扎在1136年嫁給了一名法国冒险家普瓦捷的雷蒙。
普瓦捷的雷蒙鲁莽地发动了与拜占庭帝国的战争，进攻帝国东部的奇里乞亚行省，结果遭到約翰二世皇帝的迎头痛击。約翰二世在1138年攻入安條克並强迫雷蒙臣服，只是由于伊德萨伯爵乔治林二世的抵抗他才撤走。約翰二世決定征服所有十字軍國家（在东正教的拜占庭帝国看来，天主教的十字军也是异端），但他在1142年去世，没有发动这种军事行动。

## 后期历史
在突厥人的赞吉王朝于叙利亚兴起后，盛极一时的十字军国家开始衰落。1144年，伊德薩重新被穆斯林征服，而安條克也被摩苏尔的总督努爾丁進攻，公國的大部份東部領土都在這些攻擊中喪失。普瓦捷的雷蒙在1149年的大马士革战役中被殺。耶路撒冷国王鮑德溫三世成為雷蒙的遺孀科斯坦扎的攝政，直到她在1153年改嫁给沙蒂永的雷纳德。雷纳德很快因塞浦路斯与拜占庭发生纠纷，然而他已没有力量抵抗帝国的压力。终于在1156年，他向曼努埃尔一世皇帝求和，可是皇帝却于1158年来到安條克對公國進行亲自统治。从此直到1180年曼努埃尔一世去世，安條克公國实际上成為拜占庭帝國的附庸。
1160年雷纳德成為穆斯林的階下囚，攝政之位落入安条克拉丁宗主教手中（雷纳德再未返回安条克）。與此同時，曼努埃尔一世娶了科斯坦扎的女兒瑪丽亞。科斯坦扎在1163年被废黜，其子博希蒙德三世繼承亲王之位。博希蒙德三世在1164年的哈里姆战役中被努爾丁俘虏，奧倫特河成為安條克与穆斯林统治的阿勒颇之间的永久边界。博希蒙德三世於1165年获释返回安條克，他娶了曼努埃尔皇帝的一個侄女；曼努埃尔乘机说服他恢复了安条克的古老的东正教牧首职位。
1180年曼努埃尔一世皇帝死後，安條克失去了拜占庭军队的保護，而這些军队正是過去十二年間對抗阿拉丁的資本。1182年，出身安条克的拜占庭皇太后玛丽亚被杀。只是依靠惟利是图的義大利沿海城邦舰隊的帮助，安條克才在埃及苏丹萨拉丁于1187年对耶路撒冷王國的征服中幸存。第三次十字軍東征期间，返回德意志的神圣罗马帝国殘餘部隊曾在安條克逗留，以埋葬他們淹死的皇帝腓特烈一世；但不論安條克还是的黎波里，在这次十字军东征中都無明顯得益。博希蒙德三世之子博希蒙德四世在1194年的哈丁戰役之後成為的黎波里伯爵，而其長子雷蒙則迎娶了一位亞美尼亞的基督教公主為妻。博希蒙德三世最終去世於1201年。
博希蒙德三世之死引發了其安條克支系后代（由博希蒙德四世代表）與亞美尼亞支系后代（由博希蒙德三世之孫雷蒙·鲁潘）之间的一场斗争。最后，安條克支系的博希蒙德四世於1201年取得王位，但雷蒙在1216年到1219年之间以敌对亲王身份實際統治著公國。1233年博希蒙德四世去世，安條克由其子博希蒙德五世統治，並在第五次十字軍東征、第六次十字軍東征和第七次十字軍東征中擔任着無足輕重的小角色。

## 灭亡
1254年博希蒙德六世与亚美尼亚公主西比拉结婚，以結束兩國之間长期的權力鬥爭；但在此时亞美尼亞較為強大，安條克則基本上成為其附庸。此时蒙古人的征服大军在旭烈兀率领下，终于来到西亚。博希蒙德六世因其岳父亚美尼亚国王的关系，与蒙古人关系融洽；他甚至率领十字军去与旭烈兀协同作战，如参与巴格达之战。但是在1260年，埃及马木路克将领拜巴尔在阿音札魯特戰役中打败了旭烈兀的先锋部队，把蒙古人挡在了埃及之外，不久更将他们赶出叙利亚。拜巴尔不久自立为埃及苏丹，开始致力于扫平整个叙利亚。1268年，拜巴尔终于征服安条克公国，整個北敘利亞此后均落入他的手里。1291年，随着阿卡的陷落，所有十字軍國家均告滅亡。而安條克親王這個头銜则隨著的黎波里伯爵一系的滅絕傳给塞浦路斯国王家族，並成為不時賜予年輕王室成員的象徵爵位。

## 地理與人口
安条克公國，即使在全盛時期，其領地也比伊德薩伯國和耶路撒冷王國都要小。它在地中海東北角的地區發展，南鄰的黎波里伯國，東接伊德薩伯國，拜占庭帝國和亞美尼亞王國在其西北，后两者更成為公國仰仗的保护國。安條克城在12世紀大概有20,000名居民。居民中絕大部份都是亞美尼亞人和東正教徒，也有少許住在城外的穆斯林。大部份留居的十字軍是原居於義大利南部的諾曼人，他們都是最早效忠于博希蒙德一世的人。虽然安條克在1100年曾設立拉丁天主教会的宗主教，但东正教和亚美尼亚教会还是當地居民信仰的最大宗。

## 历代安條克親王

### 实际统治者
- 博希蒙德一世（1098年-1111年）
  - 坦克雷德（加利利亲王，1100年-1103年和1105年-1112年间任摄政）
- 博希蒙德二世（1111年-1130年）
  - 萨莱诺的鲁杰罗（1112年-1119年间任摄政）
  - 鮑德溫二世（耶路撒冷国王，1119年-1126年和1130年-1131年间任摄政）
- 安条克的科斯坦扎（1130年-1163年）
  - 富爾克（耶路撒冷国王，1131年-1136年间任摄政）
- 普瓦捷的雷蒙（1136年-1149年，通過婚姻获得王位）
- 沙蒂永的雷纳德（1153年-1160年，通過婚姻获得王位）
- 博希蒙德三世（1163年-1201年）
  - 的黎波里的雷蒙四世（的黎波里伯爵，1193年-1194年间任攝政）
- 博希蒙德四世（1201年-1216年）
- 雷蒙-鲁潘（1216年-1219年）
- 博希蒙德四世（復位，1219年-1233年）
- 博希蒙德五世（1233年-1251年）
- 博希蒙德六世（1251年-1268年）
  - 1268年，安条克公国被埃及苏丹拜巴尔一世征服

### 名义上的安条克亲王
- 博希蒙德七世（1275年-1287年）
- 的黎波里的露西娅（1287年-1299年）
- 图西的菲利普（约1299年-1300年）
  - 从1300年开始，安条克亲王的头衔属于由塞浦路斯和耶路撒冷國王家族
- 玛格丽特·德·吕西尼昂（死于1308年）
- 約翰一世（1364年以前-1375年）
- 約翰二世（1432年以前-1456年）
- 約翰三世（约1456年-1457年）